# Епіскопі

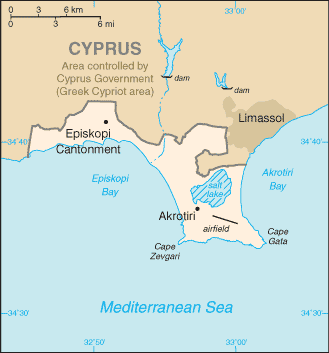
Епіскопі на карті Акротирі

Епіскопі (англ. Episkopi, 34°40′ пн. ш. 32°51′ сх. д. / 34.667° пн. ш. 32.850° сх. д.) — адміністративний центр Акротирі і Декелія, територій, що знаходяться на Кіпрі, на яких розташовуються британські військові бази. Розташований на березі однойменної затоки.
Епіскопі заснований в 1953 у в західної частини Акротирі, ще до оголошення незалежності Кіпру. Саме в Епіскопі найчастіше проходять демонстрації греків-кіпріотів, які протестують проти розташування на острові військових баз.
На Кіпрі є ще два села з назвою Епіскопі — в районі Лімасол і в районі Пафос.
Є однойменна грецька фірма з вирощування фруктів ківі.